# Go West, young man
"Go West, young man" (en español, "Ve al Oeste, jovencito") es una frase cuyo origen se atribuye a menudo al autor y editor de periódicos estadounidense Horace Greeley sobre la expansión de Estados Unidos hacia el oeste, relacionada con el concepto popular del Destino manifiesto. Nadie ha probado aún quién utilizó esta frase por primera vez en forma impresa.[cita requerida]

## Historia
Algunos afirman que fue declarada por primera vez por John Babsone Lane Soule en un editorial de 1851 en el Terre Haute Express, "Go west young man, and grow up with the country" (Ve al oeste, y crece con el país); y que Greeley más tarde usó la cita en su propio editorial en 1865. Un análisis de esta frase en el Skagit River Journal de 2007 concluye: "the primary-source historical record contains not a shred of evidence that Soule had anything to do with the phrase" (el registro histórico de la fuente primaria no contiene ni la más mínima evidencia de que Soule tuvo algo que ver con la frase).
Greeley favoreció la expansión hacia el oeste. Vio las fértiles tierras de cultivo del oeste como un lugar ideal para las personas que desean trabajar duro para tener la oportunidad de tener éxito. La frase llegó a simbolizar la idea de que la agricultura podría resolver muchos de los problemas de pobreza y desempleo de la nación característicos de las grandes ciudades del este. Es uno de los dichos más citados del siglo XIX y puede haber tenido cierta influencia en el curso de la historia estadounidense.    
Algunas fuentes han afirmado que la frase se deriva del editorial de Greeley del 13 de julio de 1865 en el New York Tribune, pero este texto no aparece en ese número del periódico. En su lugar, el editorial real alienta a los veteranos de la Guerra Civil de los Estados Unidos a aprovechar la Ley de Asentamientos Rurales y colonizar las tierras públicas: 

Washington is not a place to live in. The rents are high, the food is bad, the dust is disgusting and the morals are deplorable. Go West, young man, go West and grow up with the country.
Washington no es un lugar para vivir. Las rentas son altas, la comida es mala, el polvo es asqueroso y la moral es deplorable. Ve al oeste, joven, ve al oeste y crece con el país.
Horace Greeley

## Controversia
The Oxford Dictionary of Quotations ofrece la cita completa como "Go West, young man, and grow up with the country" ("Ve al oeste, joven, y crezcan con el país"), de Hints toward Reforms (1850) de Horace Greeley, pero la frase no aparece en ese libro.
Josiah Bushnell Grinnell afirmó en su autobiografía que Horace Greeley le dirigió el consejo por primera vez en 1833, antes de enviarlo a Illinois para informar sobre la Feria Estatal de Agricultura de Illinois. Grinnell reporta la conversación completa como:

"Go West, young man, go West. There is health in the country, and room away from our crowds of idlers and imbeciles." "That," I said, "is very frank advice, but it is medicine easier given than taken. It is a wide country, but I do not know just where to go." "It is all room away from the pavements. ..."
"Ve al oeste, joven, ve al oeste. Hay salud en el país, y espacio lejos de nuestras multitudes de ociosos e imbéciles". "Eso", dije, "es un consejo muy franco, pero es un medicamento más fácil de administrar que de tomar. Es un país amplio, pero no sé a dónde ir". "Es todo el espacio lejos de las aceras..."
Josiah Bushnell Grinnell

Mucha gente cree que Horace Greeley no acuñó esta frase, sino que simplemente la popularizó. Puede haberla tomado prestada de John BL Soule, quien puede haberla publicado en un editorial propio del Terre Haute Express en 1851. Sin embargo, la frase no aparece en esa edición, y la teoría de Soule puede no ser anterior a 1890.
Ralph Keyes también sugiere a Soule como fuente, ofreciendo una cuenta en la que la línea se originó de una apuesta entre Soule y el congresista de Indiana Richard W. Thompson sobre si Soule podría engañar a los lectores al falsificar un artículo de Greeley.
El historiador de Grinnell College, Joseph Frazier Wall, afirma que el propio Greeley negó haber brindado ese consejo, y "[spent] the rest of this life vigorously protesting that he had never given this advice to Grinnell or anyone else..." ("[pasó] el resto de esta vida protestando enérgicamente por no haber dado este consejo a Grinnell ni a nadie más... "). En una nota a pie de página Wall declaró: 

For an account of the true source of "Go West, young man" and Greeley's disavowal of being the author of the phrase, see Evans, Bergen Dictionary of Quotations, (New York, Delacourte Press, 1968), p. 745:2. John L. Selch, Newspaper Librarian of the Indiana State Library, in a letter to William Deminoff, 12 Dec. 1983, confirms that Soule was the source for this statement.
Para una explicación de la verdadera fuente de "Ve al Oeste, joven" y la desaprobación de Greeley de ser el autor de la frase, vea Evans, Bergen Dictionary of Quotations , (Nueva York, Delacourte Press, 1968), pág. 745: 2. John L. Selch, bibliotecario de periódicos de la Biblioteca del Estado de Indiana, en una carta a William Deminoff, 12 de diciembre de 1983, confirma que Soule fue la fuente de esta declaración.
Joseph Frazier Wall

En 2010, Timothy Hughes de "Rare & Early Newspapers" examinó los escritos de Greeley y concluyó: 

Here is the Tribune of that date and I've scoured through the issue yet never found the quote. The closest I could come is in 'The Homstead Law' article, page 4 column 4, where he mentioned: ' ...We earnestly urge upon all such to turn their faces Westward and colonize the public lands...'
Aquí está el Tribune de esa fecha y he revisado el tema pero nunca encontré la cita. Lo más cerca que pude ver es en el artículo de 'The Homstead Law', página 4, columna 4, donde mencionó: "Urgimos encarecidamente a todos los que se vuelvan hacia el oeste y colonicen las tierras públicas".

## Uso en la cultura popular
La frase sirve como título a algunas producciones audiovisuales como:
- La canción de 1972 Go West del grupo Village People, versionada en 1992 por Pet Shop Boys.
- La película bosnia de 2005 Go West.

También la banda británica de pop de los años 80 Go West se inspiró en la frase para autotitularse.